# László Szabados
László Szabados (n. 11 aprilie 1911, Subotica, Serbia – d. 17 octombrie 1997) a fost un înotător ce a reprezentat Ungaria, medaliat olimpic. A participat la o ediție a Jocurilor Olimpice (1932) în care a câștigat o medalie de bronz.

## Participări
Lista de mai jos prezintă principalele competiții la care a participat László Szabados de-a lungul carierei.
- swimming at the 1932 Summer Olympics – men's 4 × 200 metre freestyle relay[*]